# Banneddu Ruiu
Banneddu Ruiu, nome d'arte di Francesco Giovanni Ruiu (Nuoro, 17 marzo 1927 – Nuoro, 11 gennaio 2017), è stato un direttore di coro, compositore ed etnomusicologo italiano, studioso della musica e delle tradizioni popolari sarde.

## Biografia
Francesco Giovanni Ruiu, ebbe una formazione musicale da autodidatta: da giovanissimo aveva frequentato il seminario vescovile di Nuoro dove aveva cominciato a suonare l’armonium. In seguito aveva studiato in privato il pianoforte sotto la guida del professor Tommaso Madrigali e nel contempo si era dedicato allo studio della fisarmonica. Nel 1949, insieme ad altri musicisti costituì l’Orchestra Astro, composta da 14 elementi, specializzata nel repertorio musicale moderno.
Dal 1950 inizia un lavoro di ricerca e di recupero del patrimonio musicale nuorese e barbaricino, avvalendosi dei suggerimenti di studiosi ed esperti di tradizioni popolari, come Raffaello Marchi, con il quale ebbe occasione di incontrare direttamente le fonti cui attingere dal patrimonio della tradizione musicale orale. Aveva quindi trascritto ed armonizzato alcuni brani tradizionali del folklore sardo.
Nel contempo aveva cominciato la sua attività di direttore di coro polifonico folkloristico e sempre nel 1950 aveva partecipato alla formazione del “Coro di  Barbagia”, primo esempio di coro folkloristico nuorese.
Dopo un'assenza di quattro anni da Nuoro, nel 1954 riprese la sua attività di direttore del coro che assunse l’attuale nome di Coro di Nuoro e, in occasione della partecipazione alla trasmissione radiofonica Il campanile d'oro, aveva arrangiato No potho reposare e Zia Tatana
In seguito, sempre negli stessi anni, arrangiò il canto religioso No mi giamedas Maria (dandogli il titolo Est mortu su Messia),  A s’andira, Sa cozzula e Bobore Ficumurisca.
Nel 1955 costituisce un nuovo complesso corale, il Coro Ortobene, che però si era sciolto poco tempo dopo. Dieci anni più tardi fonda e dirige il Coro Barbagia con il quale incide la raccolta Sardegna canta e prega.
Nel 1987 è tra i fondatori del "Coro Folk Polifonico – Coro Barbagia – di Banneddu Ruiu", l'attuale Coro Grazia Deledda, fu il primo Maestro del Coro Nugoro Amada, fondato nel 1993.